# Sienik pokrzywnik
Sienik pokrzywnik (Heterogaster urticae) – gatunek pluskwiaka z podrzędu różnoskrzydłych i rodziny sienikowatych.

## Taksonomia
Gatunek ten opisany został po raz pierwszy w 1775 roku przez Johana Christiana Fabriciusa jako Cimex urticae. W rodzaju Heterogaster umieszczony został w 1829 roku przez Samuela Petera Schillinga i stanowi jego gatunek typowy.

## Morfologia
Pluskwiak o ciele długości od 6,5 do 7 mm. Głowa i przedplecze pokryte długimi, wzniesionymi włoskami. Na odnóżach i connexivum ma ciemne i jasne znaki, a na goleniach trzy ciemne przepaski. Kłujka sięga tylko środkowych bioder. Na przednich udach pojedynczy kolec.

## Ekologia
Latem samice składają jaja u nasady roślin żywicielskich, rzadziej na łodydze czy liściach. Owady dorosłe pojawiają na początku września. Z końcem października chowają się w zimowych kryjówkach, by opuścić je wczesną wiosną. Roślinami żywicielskimi larw i dorosłych są pokrzywy.

## Występowanie
Gatunek palearktyczny, rozprzestrzeniony od Azorów przez niemal całą Europę, Afrykę Północną (od Maroka po Egipt), Turcję, Izrael, Liban, Syrię, Azerbejdżan, Turkmenistan i Iran aż po Japonię. Ponadto zawleczony został do Nowej Zelandii.